# Mildred Elizabeth Gillars
Mildred Elizabeth Gillars (Portland (Maine), 29 november 1900 - Columbus (Ohio), 25 juni 1988) was een Amerikaanse radiopresentatrice voor de nazi's tijdens de Tweede Wereldoorlog. Zij deelde de bijnaam Axis Sally met een andere presentatrice Rita Zucca. Andere bijnamen van Gillars waren Berlin Bitch, Berlin Babe, Olga en Sally. Na de oorlog werd ze beschuldigd van verraad en tot een gevangenisstraf veroordeeld.

## Biografie
Gillars werd geboren als Mildred Elizabeth Sisk in Portland, Maine. Nadat haar moeder in 1911 hertrouwde, kreeg ze de achternaam Gillars. Ze volgde een toneelopleiding aan de Ohio Weleyan University maar maakte deze niet af. In 1929 ging ze naar Frankrijk waar ze voor kunstenaars als model werkte. In 1933 ging ze naar Algiers als naaister de kost verdienen. In 1934 verhuisde ze naar Dresden waar ze muziek studeerde en werkte als docente Engels aan de Berlitz-Sprachschule in Berlijn.
In 1940 kwam ze in dienst als omroepster bij de Reichs-Rundfunk-Gesellschaft (RRG), de Duitse Rijksdienst voor Radioverkeer. Als in 1941 de US State Department alle Amerikaanse staatsburgers in Duitsland adviseert naar huis terug te keren, besluit Gillars te blijven omdat haar verloofde, Paul Karlson, zei dat hij dan niet met haar zou trouwen. Karlson sneuvelde niet lang daarna aan het Oostfront.
Na de Japanse aanval op Pearl Harbor veroordeelde Gillars de aanval, wat haar in conflict bracht met haar collega's. Na een schriftelijke eed van trouw aan Adolf Hitler mocht ze blijven, maar haar taken werden ingeperkt tot aankondigingen van muziek en deelname aan praatprogramma's.
Haar uitzendingen waren tot december 1942 grotendeels apolitiek. Dat veranderde toen Max Otto Koischwitz Gillars opnam in de show Home Sweet Home. De uitzendingen, die doorgingen tot 1945, waren bedoeld om heimwee bij Amerikaanse troepen op te roepen. De rode draad in de uitzendingen was het noemen van ontrouw van soldatenvrouwen en -liefjes, terwijl de soldaten in Europa en rondom de Middellandse Zee vochten.
Gillars nam ook deel aan andere programma's als Midge-at-the-Mike, G.I.'s letterbox en gemanipuleerde interviews met Amerikaanse krijgsgevangenen. Haar meest beruchte uitzending was op 11 mei 1944, voor operatie Overlord, toen ze in het hoorspel Vision of Invasion de rol van Evelyn speelde. In dit hoorspel speelde ze een moeder uit Ohio die droomde dat haar zoon een gruwelijke dood was gestorven in het Engelse Kanaal tijdens een invasie in bezet Europa.
Na de dood van Koischwitz in augustus 1944 werden haar uitzendingen minder sprankelend. Haar laatste uitzending was op 6 mei 1945 in Berlijn, twee dagen voor de Duitse capitulatie. Ze werd aldaar gearresteerd op 15 maart 1946. Ze werd voorwaardelijk vrijgelaten op 24 december, en op 22 januari 1947 formeel gearresteerd en teruggevlogen naar de Verenigde Staten. Op 25 januari 1949 begon haar proces. Ze werd aangeklaagd voor verraad wegens haar radio-uitzendingen, haar rol in diverse programma's en haar eed van trouw aan Hitler. Ze werd, na een succesvolle verdediging, uiteindelijk op 10 maart 1949 tot 10 tot 30 jaar gevangenis en $10.000 veroordeeld voor haar aandeel in Vision of Invasion, wat door het federale Hof van Beroep in 1950 werd bekrachtigd. Ze zat haar straf uit in de vrouwengevangenis Alderson in West Virginia, waar ook Iva Ikuko Toguri D'Aquino (Tokyo Rose) gevangen zat.
Na haar vrijlating op 10 juni 1961 trad de -in de gevangenis tot rooms-katholiek bekeerde- Gillars toe tot het Onze Lieve Vrouw van Bethlehem klooster in Columbus, Ohio, en leerde ze Duits en Frans in de St. Joseph Academy, Columbus.
In 1973 ging ze alsnog naar de Ohio Wesleyan University om haar studie af te ronden.